# Paul Cornu
Paul Cornu (Glos-la-Ferrière, 15 giugno 1881 – Lisieux, 6 giugno 1944) è stato un ingegnere francese.

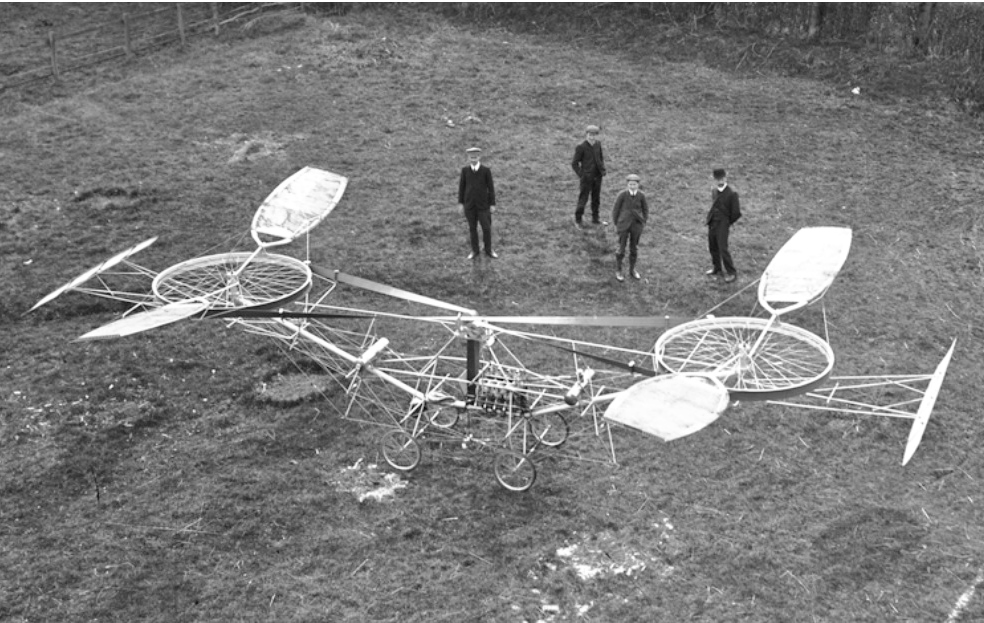

Deve la sua notorietà alla realizzazione e alla effettuazione come passeggero (1907) del primo volo libero effettivo di un elicottero. Morì nella sua casa durante un bombardamento nelle prime ore dello sbarco in Normandia.